# Ostrożnica
Ostrożnica (dodatkowa nazwa w j. niem. Ostrosnitz, 1938-1945 Schneidenburg) – wieś w Polsce, położona w województwie opolskim, w powiecie kędzierzyńsko-kozielskim, w gminie Pawłowiczki. 
W latach 1975–1998 wieś położona była w ówczesnym województwie opolskim.
W roku 2011 liczba mieszkańców we wsi Ostrożnica wynosiła 1104. 

## Historia
Pierwsza wzmianka o osadzie pochodzi z 1281 roku. W 1855 r. w wiosce mieszkało 1334 osób.
Od końca XVIII w. wieś posiadała własną pieczęć gminna, na której wizerunku przedstawiono pięć kłosów zboża, po lewej i prawej stronie sierp skierowany ostrzem do środka pola.

## Zabytki
- Kościół pw. Ducha Świętego